# Padmasambhava
Padmasambhava (del sànscrit: "nascut del lotus"), també conegut amb altres denominacions, sobretot la de Guru Rimpotxe, és una personalitat d'importància capital dins del budisme tibetà. Hom el considera importador del tantrisme i fundador del primer monestir al Tibet, d'on va arrancar l'orde nyingma, que el considera el "segon Buda".

## Biografia
La vida de Padmasambhava es troba envoltada de llegendes, on es barregen els fets històrics. Va néixer a la vall de Swat, a l'actual Pakistan (entre el Caixmir i l'Afganistan), que llavors era el regne budista d'Oddiyana. El seu naixement va representar el primer fet extraordinari de la seva vida: va aparèixer en una flor de lotus i ja amb vuit anys, amb un vajra i un lotus a les mans. El rei local el va adoptar i va entrar a la cort, casant-se amb una filla del mateix rei, Mandarava. Va esdevenir l'hereu del regne.

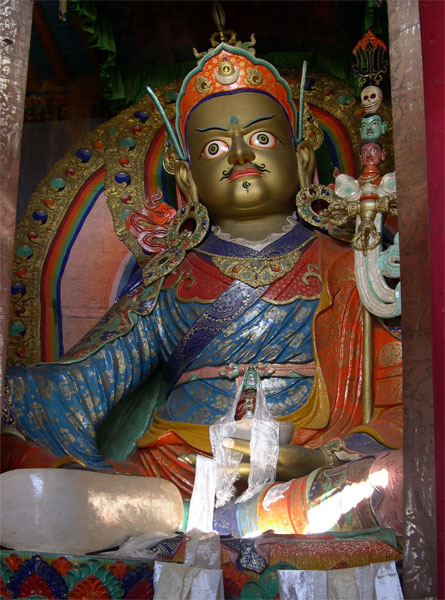
Imatge de Padmasambhava al monestir d'Hemis

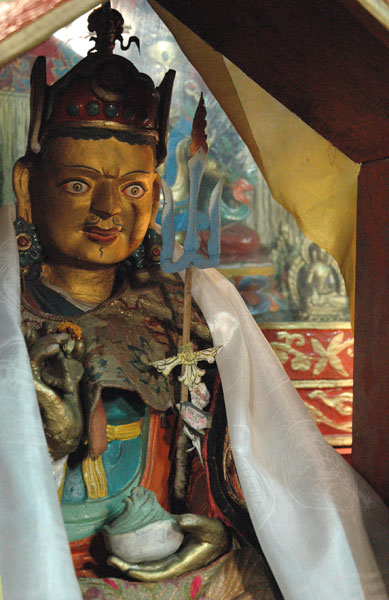
Imatge de Padmasambhava al gompa de Yiga Choeling a Ghoom

Amb unes aptituds extraordinàries, era capaç d'entendre i memoritzar amb facilitat complexos textos filosòfics. Arran d'una acusació d'assassinat fou desterrat i va recórrer el país adquirint valuosos coneixements. Hom diu que passava llargues estones en cementiris, cosa que li va permetre adquirir poders excepcionals, en aquesta època va realitzar molts miracles i la seva fama s'estenia arreu. En una ocasió va retornar disfressat de captaire, però fou reconegut i hom intentà cremar-lo, però, miraculosament el foc va convertir-se en un llac ple de lotus, aconseguint el reconeixement i admiració del poble.
Al Tibet regnava llavors Trhisong Detsan (742-797), que maldava per introduir el budisme al seu país, sense èxit. Fou llavors que va cridar a Padmasambhava. Hom diu que quan es van trobar els dos personatges, va ser el rei qui es va inclinar davant el mestre. Li va demanar que lluités contra les forces malignes que impedien la difusió del budisme. Potser caldria identificar aquests dimonis amb els aristòcrates locals, oposats als seus projectes.
Un cop derrotades aquestes forces, per mitjà del tantrisme, i posades al seu servei, Padmasambhava juntament amb altres dos companys budistes de l'Índia va fundar (779) el primer monestir del Tibet amb la participació del mateix rei: el monestir de Samye (al sud de Lhasa, proper al riu Iarlung).

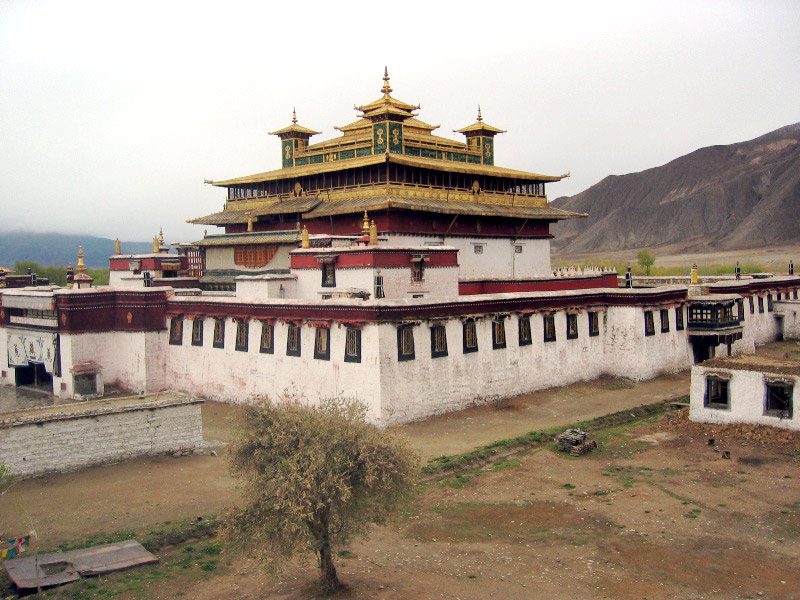
El monestir de Samye

Padmasambhava és també un personatge capital dins el budisme de Bhutan, on és més conegut amb el nom de Guru Rimpotxe. És molt venerat. Una llegenda ens fa saber que es va transportar fins al monestir de Taktshang (situat en un graó en mig d'un penya-segat) de forma miraculosa: volant sobre un tigre.
També va deixar una sèrie de terma (o terton) en diferents amagatalls amb la finalitat que fossin retrobats en el moment oportú, com a guia i ajut a les generacions futures. Els terma (tresors) podien ser objectes rituals o textos. A Bhutan, Shabdrung Ngawang Namgyal, un personatge important (la tercera figura després de Buda i Padmasambhava) va treure a la llum molts terma, que havia amagat Padmasambhava.

## Hagiografia

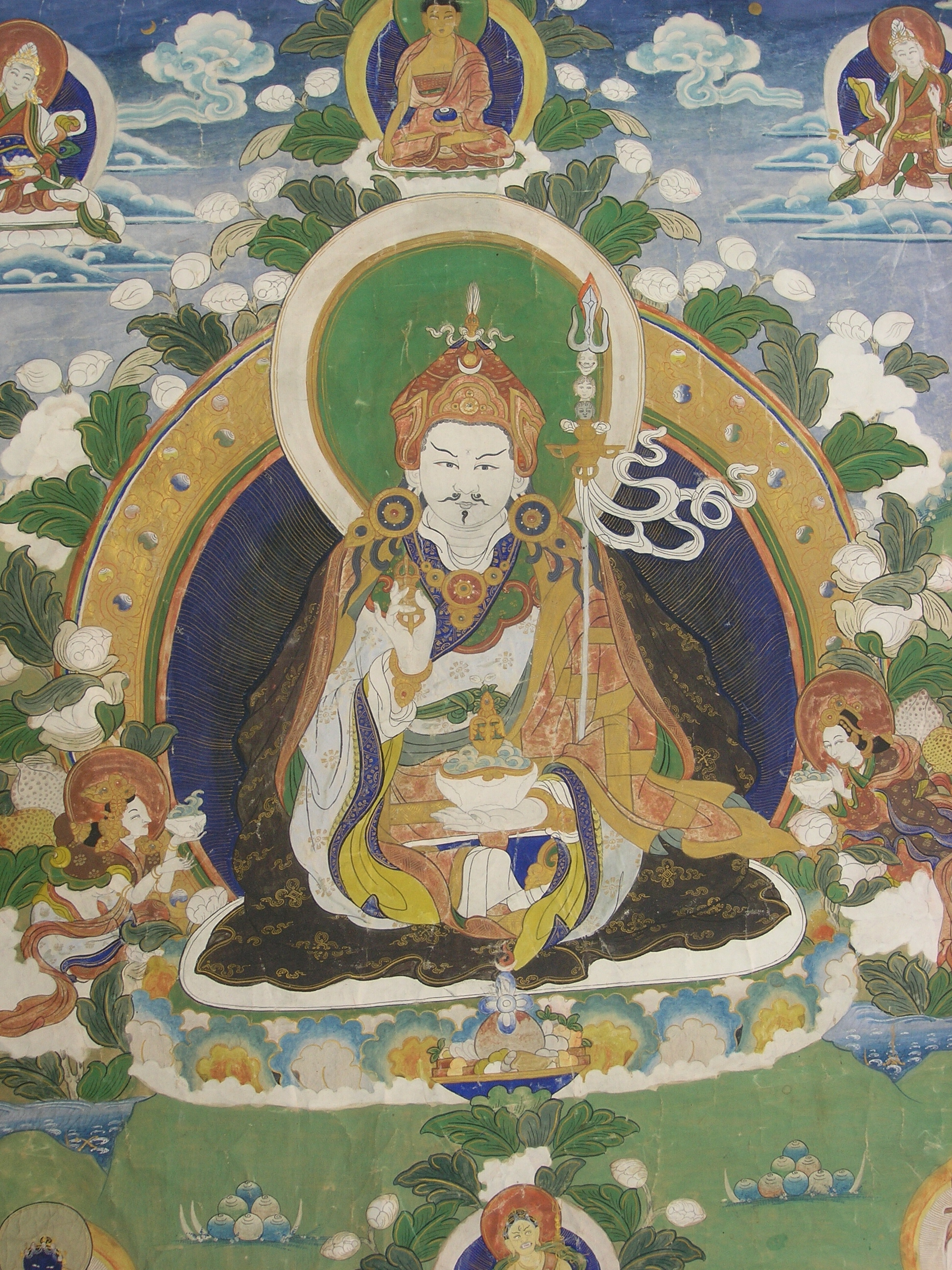
Thangka de Padmasambhava

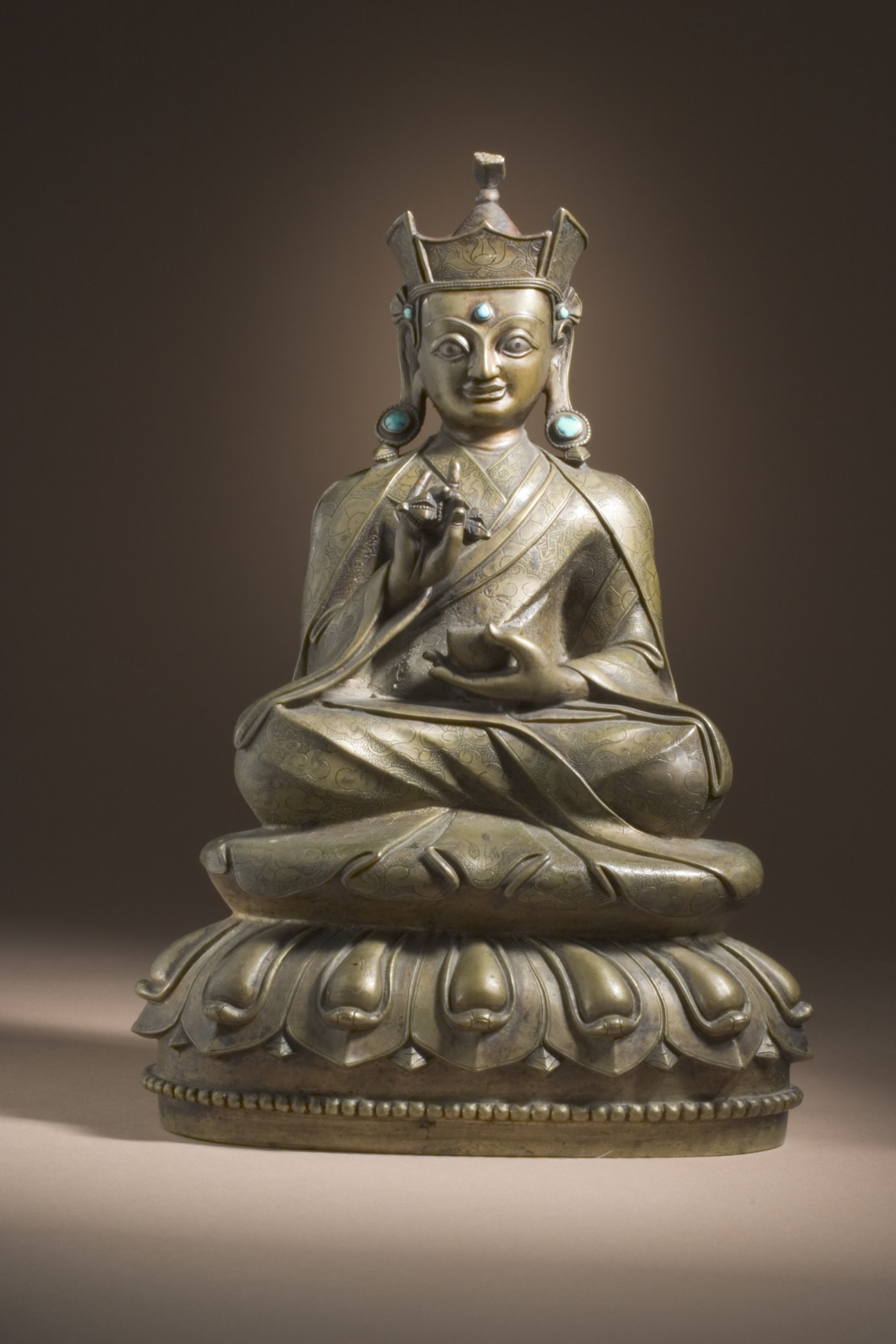
Estàtua de Guru Rinpoche, Tibet central, vall de Tsang, segles XV-XVI

Segons Khenchen Palden Sherab, tradicionalment es diu que hi ha nou mil nou-cents noranta-nou biografies de Padmasambhava. Es classifiquen de tres maneres: els relacionats amb la budeïtat de Dharmakaya de Padmasambhava, els relats de la seva naturalesa Sambhogakaya i les cròniques de les seves activitats de Nirmanakaya.

### Naixement i primers anys
Hagiografies de Padmasambhava, com ara El Palau de Coure, mostren Padmasambhava que neix com un nen de vuit anys que apareix en una flor de lotus flotant al llac Dhanakosha envoltat d'una multitud de dakinis, al regne d’Oddiyana.
| « | Hi ha moltes històries que expliquen com va néixer Guru Padmasambhava. Alguns diuen que va aparèixer instantàniament al cim de la muntanya dels meteorits, a Sri Lanka. Altres ensenyen que va venir pel ventre de la seva mare, però la majoria de relats fan referència a un naixement miraculós, explicant que va aparèixer espontàniament al centre d'un lotus. Aquestes històries no són contradictòries perquè els éssers altament realitzats es troben en l'extensió d'una gran equanimitat amb una perfecta comprensió i poden fer qualsevol cosa. Tot és flexible, tot és possible. Els éssers il·luminats poden aparèixer de la manera que vulguin o necessitin. | » |

No obstant això, també hi ha altres històries de naixement, una altra comuna afirma que va néixer del ventre de la reina Jalendra, l'esposa del rei Sakra d'Oddiyana i va rebre el nom de Dorje Duddul (Vajra Demon Subjugator) a causa de les marques favorables al seu cos. van ser identificats com els d'un domador de dimonis.
Tal com explica l'estudiós de Nyingma Khenchen Palden Sherab Rinpoche:
| « | Al Palau de Coure, el rei Indrabhuti d'Oddiyana està buscant una joia que compleixi els desitjos i troba Padmasambhava, que es diu que és una encarnació de Buda Amitabha. El rei l'adopta com el seu propi fill i Padmasambhava és entronitzat com el Rei Lotus (Pema Gyalpo). No obstant això, el bàcul khaṭvāṅga de Padmasambhava cau sobre un dels ministres d'Indrabhuti, matant-lo, i Padmasambhava és exiliat del regne, la qual cosa li permet viure com a mahasiddha i practicar el tantra als terrenys de l'ossari de tota l'Índia. | » |

A Himachal Pradesh, Índia, al llac Rewalsar, conegut com a Tso Pema en tibetà, Padmasambhava va donar secretament ensenyaments tàntrics a la princesa Mandarava, la filla del rei local. El rei es va assabentar i va intentar cremar tant a ell com a la seva filla, però es diu que quan es va esborrar el fum encara estaven vius i en meditació, centrats en un lotus que sorgeix d'un llac. Molt sorprès per aquest miracle, el rei va oferir a Padmasambhava tant el seu regne com Mandarava.
Es diu llavors que Padmasambhava va tornar a casa amb Mandarava i junts van convertir el regne al budisme Vajrayana.

### Nepal

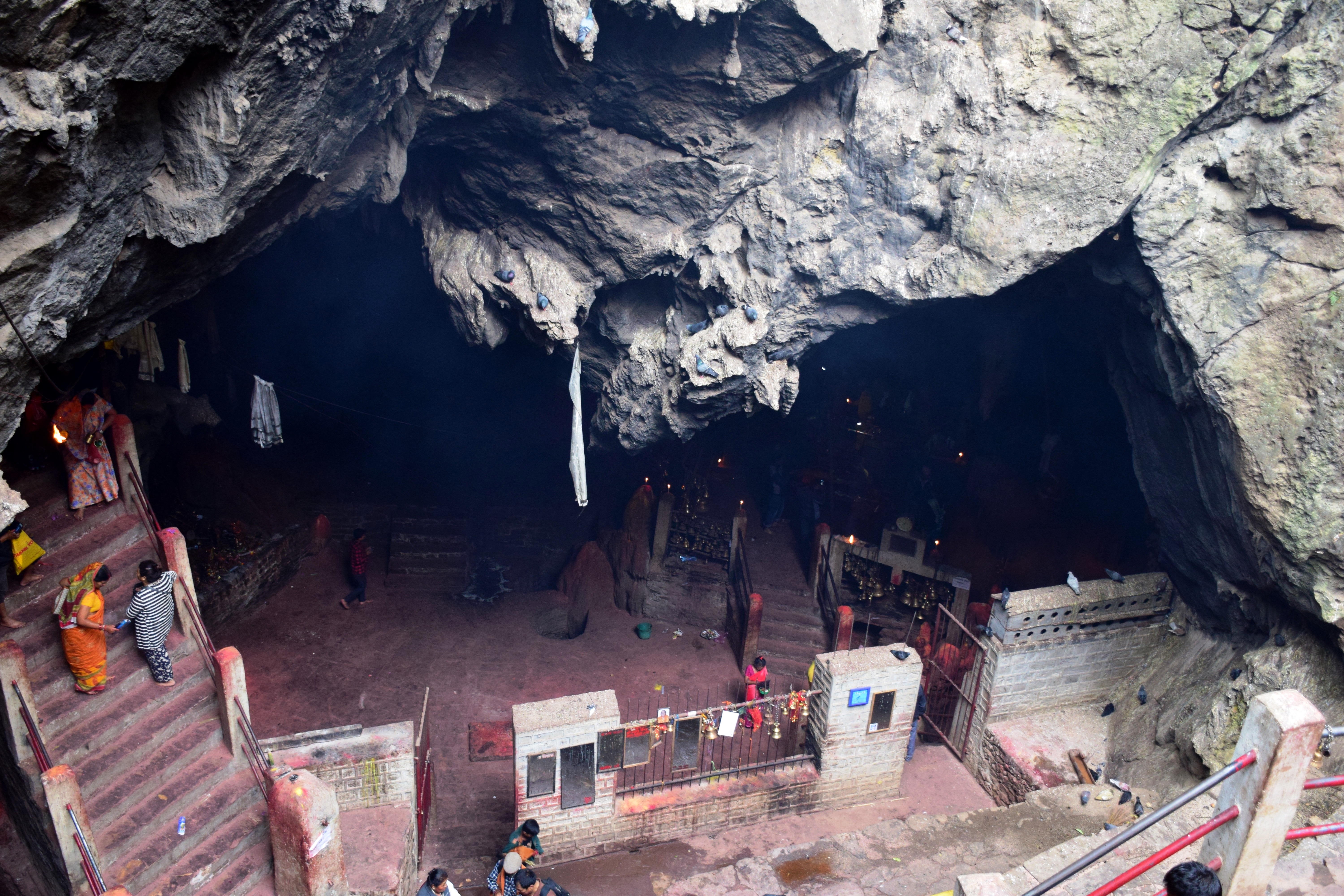
Cova de Maratika

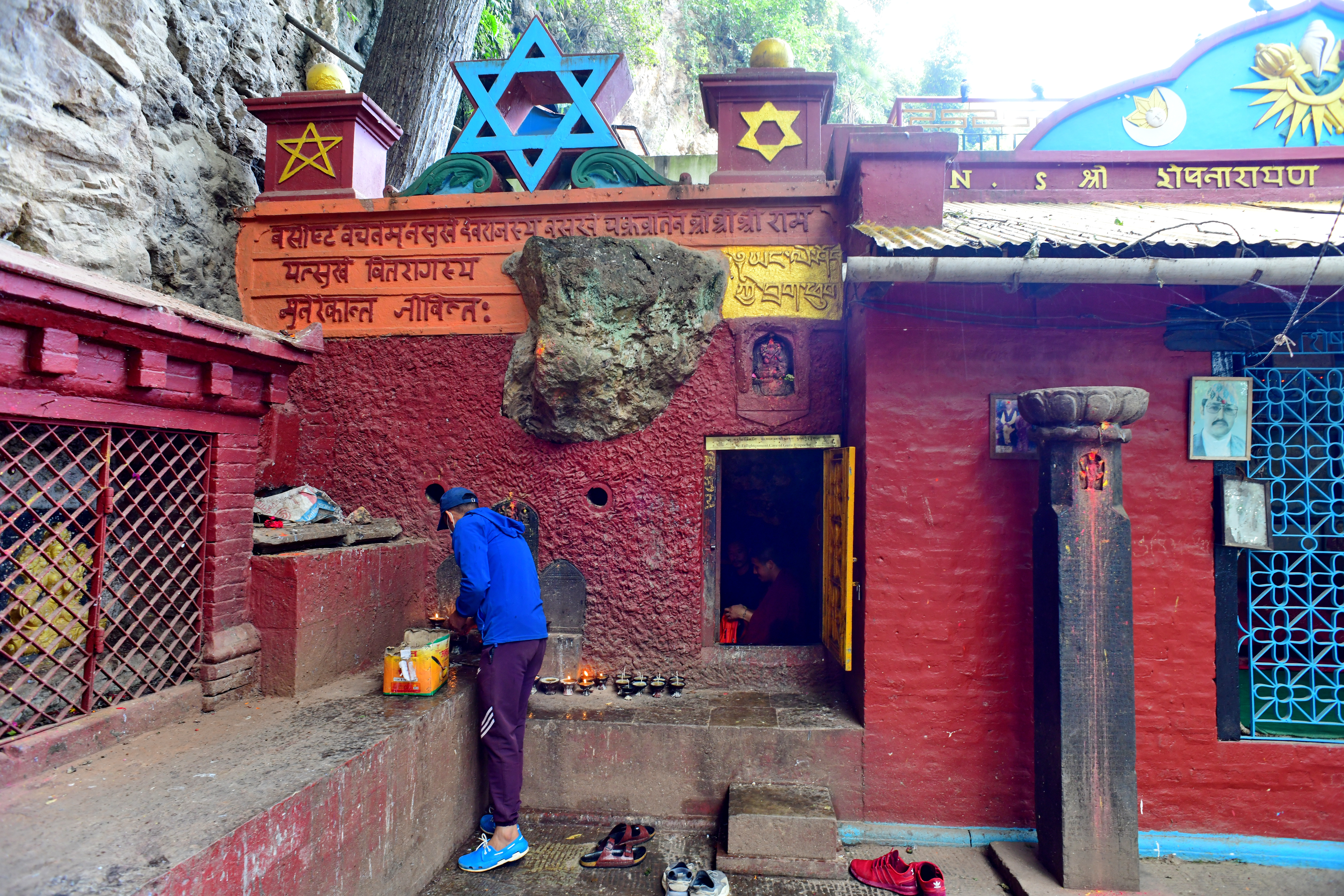
Cova de Pharping al Nepal on el Guru va fer la penitència combinant Yangdak Heruka i Vajrakilaya

També es diu que Padmasambhava i Mandarava van viatjar junts a la cova de Maratika a l'est del Nepal per practicar rituals de llarga vida d’Amitabha. Va ser el lloc on, després de la penitència, van aconseguir la benedicció de la immortalitat del senyor Amitabha, el Buda de llarga vida. Al poble de Pharping, situat a l'extrem sud del districte de Katmandú, es diu que el Guru va fer una llarga penitència combinant les pràctiques de Yangdak Heruka i Vajrakilaya, i va aconseguir el Mahamudra definitiu (o el Gran Segell).

### Tibet

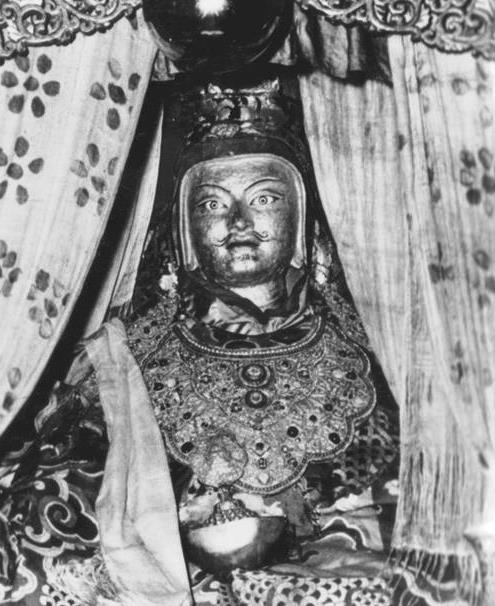
La famosa estàtua de Padmasambhava a Samye que tradicionalment es diu que va ser beneïda per ell personalment

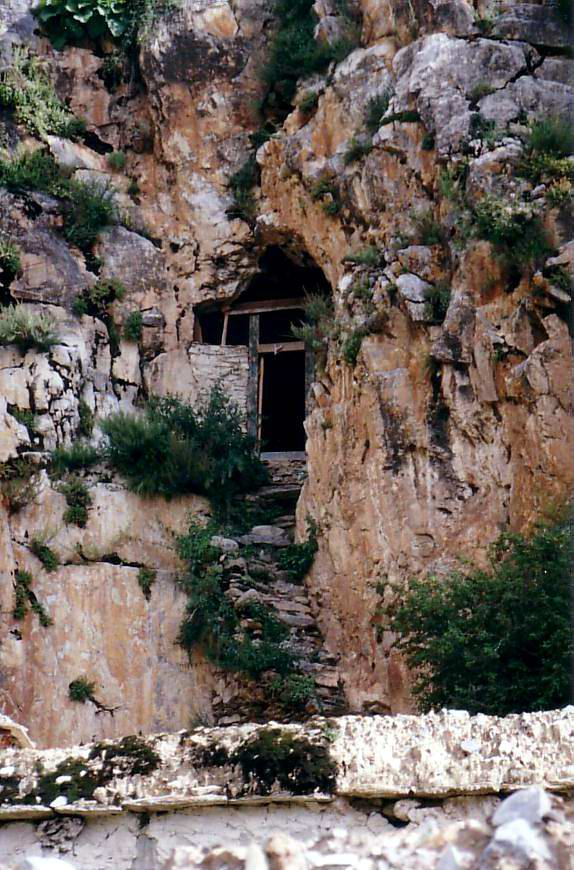
Entrada a Dawa Puk, cova de Guru Rinpoche, Yerpa, 1993

La subjecció de deïtats i dimonis és un tema recurrent en la literatura budista, com també s'apunta a Obrir una muntanya de Vajrapani i Mahesvara i Steven Heine.
A causa del seu paper en la fundació del monestir de Samye, el primer monestir del Tibet, Padmasambhava és considerat el fundador de l'escola Nyingma del budisme tibetà.   Les activitats de Padmasambhava al Tibet són la pràctica de rituals tàntrics per augmentar la vida del rei, així com iniciar el rei Trisong Detsen en ritus tàntrics.
Les diverses biografies també discuteixen històries de la principal consort tibetana de Padmasambhava, la princesa Yeshe Tsogyal (Emperadriu del Llac del Coneixement), que es va convertir en la seva alumna mentre vivia a la cort de Trisong Deutsen. Va estar entre els tres estudiants especials de Padmasambhava (juntament amb el Rei i Namkhai Nyingpo) i és àmpliament venerada al Tibet com la Mare del budisme. Yeshe Tsogyal es va convertir en un gran mestre amb molts deixebles i es considera àmpliament una dona Buda.
Padmasambhava va amagar nombroses termas al Tibet per al seu descobriment posterior amb la seva ajuda, mentre recopilava i va obtenir els ensenyaments de Padmasambhava mitjançant la formulació de preguntes, i després va arribar a la Budeïtat en vida. Molts thangkas i pintures representen Padmasambhava amb consorts a cada costat, Mandarava a la seva dreta i Yeshe Tsogyal a l'esquerra. 
Es diu que molts dels textos terma de l'escola Nyingma es van originar a partir de les activitats de Padmasambhava i els seus alumnes. Es creu que aquests textos de tresors amagats es descobreixen i es difonen quan es donen les condicions per a la seva recepció. L'escola Nyingma rastreja el seu llinatge d'ensenyaments Dzogchen fins a Garab Dorje a través dels termes de Padmasambhava.
Al Palau de Coure, després de la mort de Trisong Detsen, es diu que Padmasambhava va viatjar a Lanka per convertir els seus dimonis raksasa assedegats de sang al Dharma. Les seves paraules de comiat de consell advoca per l'adoració d’Avalokiteshvara.
Segons les llegendes budistes tibetanes de la tribu local Monpa, les cascades Chumi Gyatse, també conegudes com les 108 cascades, es van crear després d'un enfrontament mític entre el Guru Padmasambhava i un gran sacerdot de la secta Bonpa que governava suprem al Tibet i les zones circumdants, inclosa Arunachal. Pradesh a l'època prebudista. La cascada es va formar quan el Guru Padmasambhava va llançar el seu rosari contra una roca i van brollar 108 rius. La cascada de Chumi Gyatse és venerada i sagrada pels monpas, els budistes tibetans.

### Butan

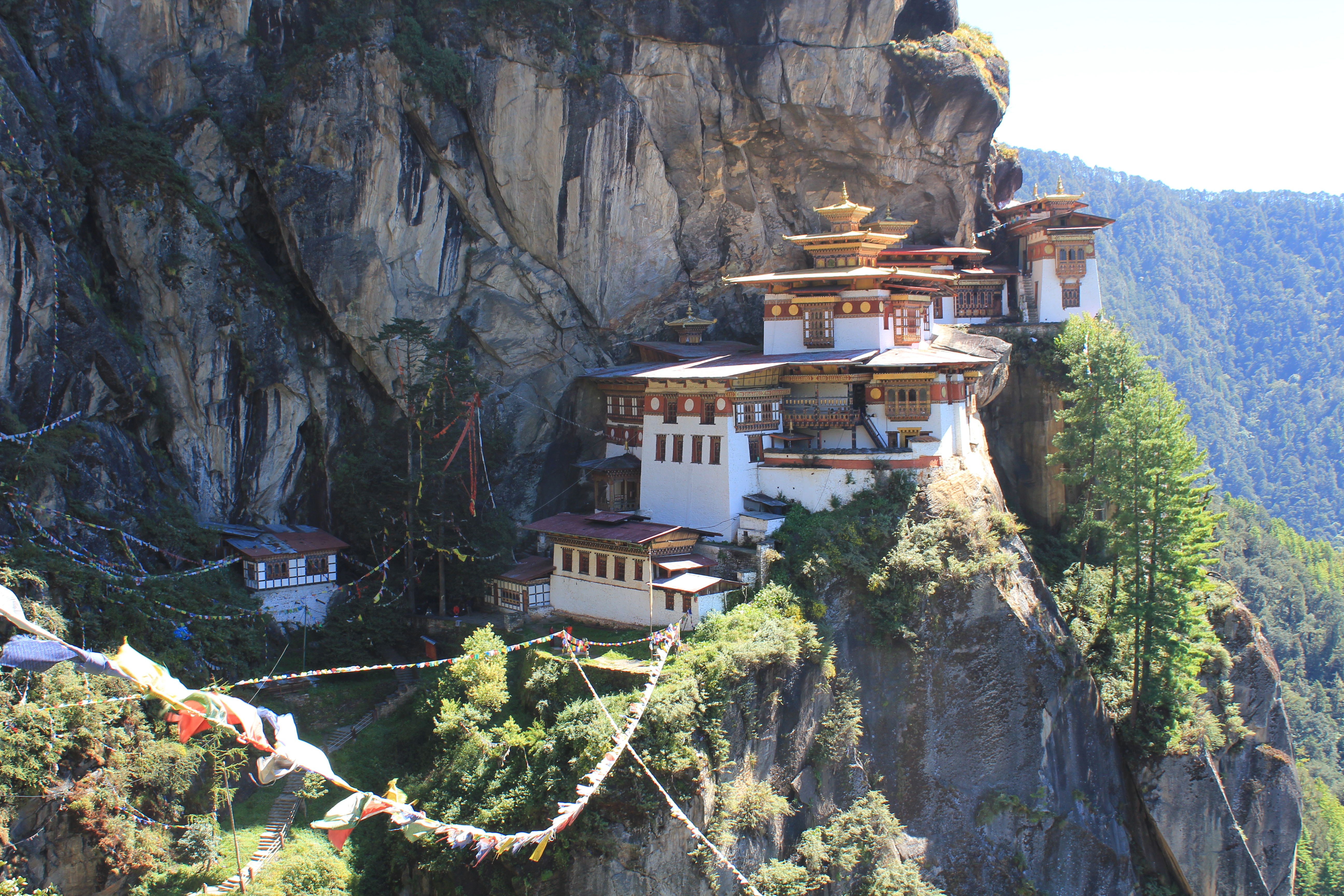
Monestir de Paro Taktsang ("Niu del tigre")

Bhutan té molts llocs de pelegrinatge importants associats a Padmasambhava. El més famós és el monestir Paro Taktsang o Niu del Tigre, que està construït sobre una paret de penya-segat a uns 900 m sobre el sòl de la vall de Paro. Es va construir al voltant de la cova Taktsang Senge Samdup (stag tshang seng ge bsam grub) on es diu que va meditar Padmasambhava.
Es diu que va volar allà des del Tibet a l'esquena de Yeshe Tsogyal, a qui va transformar en una tigressa voladora amb el propòsit del viatge. Més tard va viatjar al districte de Bumthang per sotmetre una poderosa deïtat ofesa per un rei local. Segons la llegenda, l'empremta corporal de Padmasambhava es pot trobar a la paret d'una cova del temple Kurje Lhakhang proper.

## Manifestacions
Padmasambhava es pot manifestar en vuit formes diferents:
- Padmasambhava, en la seva forma principal
- Orgyen Dorje Chang
- Shakya Senge
- Pema Gyalpo
- Loden Chogse
- Nyima Oser
- Dorje Drolo
- Senge Dradog